# Liješnica (Maglaj, BiH)
Liješnica je naseljeno mjesto u sastavu općine Maglaj, Federacija Bosne i Hercegovine, BiH.

## Geografski položaj
Nalazi se 1,5 km jugoistočno od Maglaja.

## Povijest
Selo je među prvima bilo zahvaćeno hrvatsko-bošnjačkim sukobima u ratu u BiH.

## Stanovništvo
| Liješnica          |                |                |                |
| godina popisa      | 1991.          | 1981.          | 1971.          |
| Muslimani          | 1.491 (82,51%) | 1.184 (73,04%) | 1.306 (85,41%) |
| Hrvati             | 231 (12,78%)   | 218 (13,44%)   | 178 (11,64%)   |
| Srbi               | 32 (1,77%)     | 20 (1,23%)     | 22 (1,43%)     |
| Jugoslaveni        | 32 (1,77%)     | 194 (11,96%)   | 1 (0,06%)      |
| ostali i nepoznato | 21 (1,16%)     | 5 (0,30%)      | 22 (1,43%)     |
| ukupno             | 1.807          | 1.621          | 1.529          |

## Gospodarstvo
U Liješnici se nalazi jedna od najvećih tvornica celuloze, papira i kartona u jugoistočnoj Europi, "Natron".